# Chirita anachoreta
Chirita anachoreta är en tvåhjärtbladig växtart som beskrevs av Henry Fletcher Hance. Chirita anachoreta ingår i släktet Chirita och familjen Gesneriaceae. Inga underarter finns listade i Catalogue of Life.